# Радикальный национализм
Не путать с Национал-социализмом
Радикальный национализм — один из типов национализма по характеру действия. Характеризуется радикальными взглядами на экономическую, социальную, внутреннюю и внешнюю политику страны, часто встречается в смеси с шовинизмом и ксенофобией, которые делают акцент на превосходстве одной национальности над другими (ультранационализм). Подобные проявления, как например разжигания межнациональной розни и этническая дискриминация, в отдельных странах с суррогатным национальным складом, относят к международным правонарушениям.
Часто влияние радикального национализма растет в состоянии сложной геополитической ситуации — например, если страна находится под контролем иностранного государства есть гонимой агрессивными соседями, но также возможно направленное развитие радикального национализма государством среди своего населения для централизации власти, повышение агрессивности общества и подготовки к экспансионизму.